# Gerard Hajda
Gerard Hajda (ur. 18 kwietnia 1936, zm. w maju 2007) – polski samorządowiec, inżynier i menedżer, w latach 1987–1991 prezydent Zabrza.

## Życiorys
Uzyskał wykształcenie wyższe inżynierskie, obronił doktorat. Od 20 lutego 1987 do 21 stycznia 1991 pełnił funkcję prezydenta miasta; uzyskał reelekcję po wyborach w 1990 pomimo posiadania większości w radzie przez NSZZ „Solidarność”. Później do śmierci przez 11 lat był szefem Zabrzańskiego Przedsiębiorstwa Wodociągów i Kanalizacji, został także wiceprezesem Towarzystwa Miłośników Zabrza.
Zmarł wskutek zawału serca, którego doznał w zaciętej windzie własnego bloku.